# Camellia indochinensis
Camellia indochinensis là một loài thực vật có hoa trong họ Theaceae. Loài này được Merr. mô tả khoa học đầu tiên năm 1939.